# Volcán Campanario
El volcán Campanario o cerro Campanario es una elevación de la cordillera de los Andes en la frontera Chile-Argentina. Se encuentra en los alrededores (al norte) del paso Pehuenche, que conecta la Región del Maule en Chile con el sur de la Provincia de Mendoza en Argentina. De sus aguas de deshielo nace el río Campanario, que fluye hacia el lado chileno formando parte de la cuenca del río Maule. 

## Geología
Con una altura de 4 049 m s. n. m., el volcán consiste en una gran mole rocosa piramidal, coronada por un gran torreón de roca conglomerada, que es el remanente del tapón volcánico y que ha sido descrito como «barro solidificado».
El Campanario es el remanente dejado por la erosión glacial de un estratovolcano máfico más joven. Tal como lo indican los análisis de sus bastante uniformes lavas de andesitas basálticas, ricas en olivina y plagioclasa, su edificio de 10-15 km3 creció rápidamente hacia fines del Pleistoceno medio (150-160 ka). El cráter original se encontraba ligeramente al este de la cumbre actual y ha sido afectado por la erosión glacial cuaternaria para actualmente formar un circo que se abre hacia el oriente del cerro.

## Historia
Según la historiografía local, en 1658 se realizó un parlamento en el cerro (denominado Capu-mallu) entre los puelches y los pehuenches cuyo resultado fue la apertura de este corredor trasandino entre ambos pueblos, con intercambios de productos como sal de Colchagua, ganado y ponchos. En 1780, el comandante español José Francisco de Amigorena llegó con una fuerza de 600 tropas a las tolderías aborígenes en las inmediaciones del cerro Campanario, donde estableció contacto con el toqui pehuenche, Güentenao. En la zona, se produjeron conflictos violentos: las tropas españolas mataron 116 indígenas, tomaron 123 prisioneros y secuestraron más de un millar de cabezas de ganado.
Luis Risopatrón escribió en 1924 en su obra Diccionario Jeográfico de Chile sobre el cerro:: 195 
Campanario (Cerro del).-—Monte de los Andes del departamento de Talca en la linea divisoria con la República Argentina, que se levanta á 3,996 metros sobre el nivel del Pacífico por los 35° 56' Lat. y 70° 29' Lon. Es un vasto nudo de rocas volcánicas, cubierto de perpetuas nieves. De sus faldas occidentales nacen varios arroyos que se reúnen en un riachuelo que toma su nombre y que baja precipitado hacia el O. á vaciar una buena copia de agua en la derecha del río Maule á unos 20 kilometros más abajo de donde éste tiene su origen. El nombre lo deriva de la semejanza con un campanario.
La última porción de la prominencia del Campanario dificultó su completa ascensión, lo que fue logrado por primera vez en 1980 por Alejandro Kakarieka y Guillermo Ponce, por el lado norte, y en 2020 por Tomás Pelizzari y Carlos Bravo, quienes completaron la cumbre del cerro.

## Ecología
El volcán y sus alrededores sostienen un ecosistema con una vegetación compuesta principalmente por arbustos de leña amarilla como Adesmia pinifolia, y pastizales de coirón (Stipa speciosa). A partir de los 3 000 m s. n. m. los arbustos son sustituidos por plantas acojinadas, como Azorella compacta, para luego desaparecer alcanzando sólo algunos líquenes los 4 000 m de altura. Al pie del Campanario se destaca la aparición de vegas constituidas por comunidades densas de juncáceas y ciperáceas.